# 関野吉晴
関野 吉晴（せきの よしはる、1949年1月20日 - ）は、日本の探検家・人類学者・外科医。武蔵野美術大学名誉教授。1999年植村直己冒険賞、2000年旅の文化賞（旅の文化研究所）。

## 人物
東京都墨田区出身。父は小学校教諭。1975年一橋大学法学部卒業、1976年一橋大学社会学部中退、1982年横浜市立大学医学部医学科卒業。
一橋大学在学中に自ら探検部を創設。大学3年次の1971年に1年間休学し、3人で部隊を組みアマゾン川全流域を下る。その後南米中を旅行する。早稲田大学探検部にも参加し、現在は早稲田大学探検部OB会の二木会会員。留年、休学、編入と、7年間大学に在籍。
7年かけて法学部を卒業した後、一橋大学社会学部3年に編入して、探検家に必要な知識を身につけるため社会人類学のゼミを受講していた。しかし、旅先で世話になる現地住民の足手まといに、なっているとの思いから、現地の人の役に立てるように医師になることを志し、夏頃から勉強を開始。翌年、大学を中退し、横浜市立大学医学部に再入学。医学部在学中も1年のうち4ヶ月は南米で暮らす。横浜市立大学医学部卒業後は、外科医となり、病院勤務と探検を2、3年おきに繰り返す生活を続け南米に通う。
1978年ギアナ高地初訪問。1981年にペルーのアマゾン川の源流地域パンチャコーヤでアンデス文明の遺跡を発見。そして1993年から10年もの歳月をかけ、人類発祥の地アフリカから祖先の拡散の足取りを辿る旅、グレートジャーニーを開始する。この旅行はフジテレビでシリーズ化され放送されている。また、国立科学博物館で2013年に特別展「グレートジャーニー 人類の旅～この星に、生き残るための物語」が開催された。
2016年11月、関野の武蔵野美術大学のゼミを追ったドキュメンタリー映画『カレーライスを一から作る』（監督：前田亜紀）が公開。同作品はのちにポプラ社から書籍化された。
妻と長女がいる。

## 学歴・職歴
- 1961年3月 墨田区立第五吾嬬小学校（現墨田区立墨田区立八広小学校）卒業
- 1964年3月 墨田区立吾嬬第二中学校卒業
- 1967年3月 東京都立両国高等学校卒業（64回）
- 1968年4月 一橋大学法学部入学
- 1975年3月 一橋大学法学部卒業（秌場準一ゼミ）
- 1975年4月 一橋大学社会学部3年次編入（社会人類学ゼミ及び社会心理学ゼミ）
- 1976年4月 横浜市立大学医学部医学科入学
- 1982年 横浜市立大学医学部医学科卒業、医師免許取得
- 武蔵野赤十字病院勤務
- 多摩川総合病院（現多摩川病院）勤務
- 冒険に専念するため病院を退職
- 2002年4月 武蔵野美術大学造形学部教養文化研究室教授（文化人類学・人類史）
- 2019年4月 武蔵野美術大学名誉教授

## 著書
- ぐうたら原始行 山と渓谷社, 1974
- 文明なき幸福 かんき出版, 1978.2
- 幻のインカ 立風書房, 1980.11
- キャッサバ文化と粉粥餅文化 関野吉晴,賀曽利隆 柴田書店, 1981.3
- ケロ 遥かなるインカの村 朝日新聞社, 1984.6
- アマゾン源流 日本テレビ放送網, 1985.3
- わがアマゾントウチャン一家と13年 朝日新聞社, 1986.11
- ベネズエラネブリナ山探検紀行 関野吉晴,NHK取材班 日本放送出版協会, 1987.9
- ギアナ高地 The lost world 講談社, 1989.7
- オリノコ 世界最古の森 Orinoco & Amazonas 講談社, 1991.10
- 南米大陸 / 関野吉晴. -- 朝日新聞社, 1991.7
- 嵐の大地パタゴニア 小峰書店, 1995.8 (グレートジャーニー・人類5万キロの旅 ; 1)
- チチカカ湖めざして 小峰書店, 1995.12 (グレートジャーニー・人類5万キロの旅 ; 2)
- グレートジャーニー 人類400万年の旅1 毎日新聞社, 1995.4
- グレートジャーニー 人類400万年の旅2 毎日新聞社, 1996.5
- はるかインカを訪ねて 小峰書店, 1996.8 (グレートジャーニー人類5万キロの旅 ; 3)
- 失われた世界をいく 小峰書店, 1997.2 (グレートジャーニー・人類5万キロの旅 ; 4)
- グレートジャーニー 人類400万年の旅3 毎日新聞社, 1997.4
- 中央アメリカをかける 小峰書店, 1997.8 (グレートジャーニー人類5万キロの旅 ; 5)
- ナバホの国へ 小峰書店, 1998.4 (グレートジャーニー人類5万キロの旅 ; 6)
- グレートジャーニー 人類400万年の旅4 毎日新聞社, 1998.4
- ベーリング海峡をわたる 小峰書店, 1999.1 (グレートジャーニー人類5万キロの旅 ; 7)
- 2001年地球の旅 グレートジャーニー 「進歩」はヒトに何をもたらしたのか? 河合文化教育研究所, 1999.11
- グレートジャーニー 人類400万年の旅5 毎日新聞社, 1999.3
- 北の狩猟民とともに 小峰書店, 2000.1 (グレートジャーニー人類5万キロの旅 ; 8)
- グレートジャーニー 人類400万年の旅6 毎日新聞社, 2000.3
- 道なきツンドラをゆく 小峰書店, 2000.4 (グレートジャーニー人類5万キロの旅 ; 9)
- グレートジャーニー 人類400万年の旅7  毎日新聞社, 2001.3
- グレートジャーニー 人類400万年の旅8  毎日新聞社, 2002.4
- バイカル湖への道 小峰書店, 2002.11 (グレートジャーニー・人類5万キロの旅 ; 11)
- トナカイ遊牧民とくらす 小峰書店, 2002.3 (グレートジャーニー・人類5万キロの旅 ; 10)
- 地球に生きる グレートジャーニーのこどもたち 毎日新聞社, 2002.12
- 草原と砂漠のモンゴル 小峰書店, 2003.3 (グレートジャーニー・人類5万キロの旅 ; 12)
- グレートジャーニー 地球を這う1 筑摩書房, 2003.3
- グレートジャーニー「原住民」の知恵 光文社, 2003.7
- チベットの聖なる山へ 小峰書店, 2003.8 (グレートジャーニー・人類5万キロの旅 ; 13)
- インカの末裔と暮らす アンデス・ケロ村物語 文英堂, 2003.7
- 幸福論 関野吉晴,長倉洋海 東海教育研究所, 2003.11
- イスラム世界を走る 小峰書店, 2004.4 (グレートジャーニー人類5万キロの旅 ; 14)
- 人類発祥の地アフリカ 小峰書店, 2004.4 (グレートジャーニー人類5万キロの旅 ; 15)
- グレートジャーニー 地球を這う2 筑摩書房, 2005.11
- 我々は何処から来たのか 毎日新聞社, 2006.1 (グレートジャーニー全記録 ; 1(移動編))
- 我々は何処に行くのか 毎日新聞社, 2006.1 (グレートジャーニー全記録 ; 2(寄道編))
- 北方ルートシベリアの旅 小峰書店, 2006.8 (新グレートジャーニー日本人の来た道 ; 1)
- 北方ルートサハリンの旅 小峰書店, 2006.8 (新グレートジャーニー日本人の来た道 ; 2)
- 草原の少女プージェ 小峰書店, 2006.12 (えほんひろば)
- 関野吉晴対談集 グレートジャーニー1993～2007 東海教育研究所, 2007.6
- 仕事ってなんだろう 矢崎節夫,五味太郎,石橋幸緒,関野吉晴,神崎繁 佼成出版社, 2007.10
- イチからつくるカレーライス 関野吉晴,中川洋典,農山漁村文化協会,2018.1

## DVD
フジテレビで放送されたグレートジャーニーのＤＶＤはポニーキャニオンよりリリースされている。また、「新グレートジャーニー」はフジテレビにて放送されたが、ＤＶＤは株式会社ポルケからのリリースとなっている。
- グレートジャーニー(1) (2000)
- グレートジャーニー(2) (2000)
- グレートジャーニー(3) (2000)
- グレートジャーニー(4) (2000)
- グレートジャーニー(5) (2000)
- グレートジャーニー(6) (2002)
- グレートジャーニー(7) (2002)
- グレートジャーニー(8) (2002)
- グレートジャーニー Earth Calling 地球からのメッセージ 1 (2002)
- グレートジャーニー Earth Calling 地球からのメッセージ 2 (2002)
- グレートジャーニー Earth Calling 地球からのメッセージ 3 (2002)
- 新グレートジャーニー 日本人の来た道（北方ルート編）（2013年7月31日）
- 新グレートジャーニー 日本人の来た道 ﾋﾏﾗﾔ～日本15000ｷﾛ（南方ルート編）（2013年7月31日）
- 新グレートジャーニー ～最終章～人類、日本列島へ 海上ﾙｰﾄ4700ｷﾛ（海上ルート編）（2013年7月31日）

## 出演
- デモクラシータイムス（YouTube、2024年8月4日）

## 映画
- 『カレーライスを一から作る』（出演、監督：前田亜紀、2016年11月公開）
- 『うんこと死体の復権』（監督：関野吉晴、2024年8月3日公開）